# Dipartimento di Antofagasta de la Sierra
Antofagasta de la Sierra è un dipartimento argentino, situato nella parte settentrionale della provincia di Catamarca, con capoluogo Antofagasta de la Sierra.

## Geografia fisica
Esso confina con la repubblica del Cile, la provincia di Salta e i dipartimenti di Belén e Tinogasta.

## Società

### Evoluzione demografica
Secondo il censimento del 2001, su un territorio di 28.097 km², la popolazione ammontava a 1.282 abitanti, con un aumento demografico del 31,76% rispetto al censimento del 1991.

## Amministrazione
Nel 2001 il dipartimento è composto dal solo comune di Antofagasta de la Sierra.